# Południowy Uniwersytet Federalny
Południowy Uniwersytet Federalny (ros. Южный федеральный университет) – największa uczelnia na południu Rosji mająca siedzibę w Rostowie nad Donem (jeden wydział znajduje się w mieście Taganrog). 
Początki uczelni sięgają 1915 roku, kiedy (w związku z zajęciem Warszawy przez wojska niemieckie) Uniwersytet Warszawski został przeniesiony do Rostowa nad Donem, gdzie do końca lipca 1917 roku działał jako „Cesarski Uniwersytet Warszawski w m. Rostowie nad Donem” (Императорский Варшавский Университет в г. Ростове-на-Дону). Informuje o tym tablica pamiątkowa umieszczona na terenie uniwersytetu. Uczelnia została następnie przekształcona postanowieniem Rządu Tymczasowego Rosji w Uniwersytet Doński. Zmieniała później wielokrotnie nazwę, a od 2006 roku funkcjonuje jako Południowy Uniwersytet Federalny.
Uniwersytet składa się z 5 akademii, 11 Instytutów, 33 wydziałów, 7 oddziałów, 8 Instytutów naukowych i badawczych i 6 biur konstrukcyjnych. W 2015 roku studiowało na nim 33 tysiące studentów. Absolwentem uczelni był m.in. Aleksandr Sołżenicyn oraz mistrzynie olimpijskie z 1980: gimnastyczka Natalja Szaposznikowa i biegaczka na 100 m Ludmiła Kondratjewa.